# Gare de Kainan
La gare de Kainan (海南駅, Kainan-eki) est une gare ferroviaire de la ville de Kainan, dans la préfecture de Wakayama au Japon. La gare est gérée par la JR West.

## Situation ferroviaire
La gare de Kainan est située au point kilométrique (PK) 370,5 de la ligne principale Kisei.

## Histoire
La gare de Kainan est inaugurée le 28 février 1924 sous le nom de gare de Hikatamachi. Elle reçoit son nom actuel en 1936.

## Service des voyageurs

### Accès et accueil
La gare dispose d'un bâtiment voyageurs, avec guichet, ouvert tous les jours.

### Desserte
- Ligne principale Kisei (ligne Kinokuni) :
  - voies 1 et 2 : direction Wakayama et Tennoji
  - voies 3 et 4 : direction Gobō et Shingū